# Hospital Dr. Raúl Leoni
El Hospital Dr. Raúl Leoni —conocido también como el Hospital de Guaiparo— es un centro de salud público localizado en la Parroquia Dalla Costa, Municipio Caroní, Barrio Guaiparo, del sector de San Félix; parte de Ciudad Guayana, en el norte del Estado Bolívar, en la región de Guayana al sur de Venezuela.
Recibe su nombre en honor del expresidente socialdemócrata de Venezuela el Doctor Raúl Leoni, quien es oriundo del Estado Bolívar y quién gobernó Venezuela entre 1964 y 1969. Fue inaugurado el 10 de octubre de 1968. Fue ampliado en 1977 y remodelado en 2005. Se le han anexado varias estructuras adicionales en los últimos años. Depende del Instituto Venezolano de los Seguros Sociales (IVSS).